# Власенко Валентина Іванівна
Валентина Іванівна Власенко (Суббочева) (1919—2005) — радянський офіцер, учасник Радянсько-німецької війни, хірург, командир медико-санітарної роти, гвардії майор медичної служби. Під час війни зробила на фронті декілька тисяч операцій.

## Біографія
Валентина Суббочева народилась 19 серпня 1919 року в родині залізничників, батько працював машиністом паровозу. Навчалась у Першому Московському медичному інституті і, одночасно, у Московському аероклубі. Пілотом-інструктором стала раніше, ніж лікарем, але професією обрала медицину.
Коли почалася війна з Німеччиною, В. Суббочева закінчувала навчання в медінституті, потім пройшла курс оперативної хірургії у професора О.О.Вишневського і на початку 1942 року добровільно вступила в діючу армію. Бойове хрещення отримала в Сталінграді, в 95-й стрілецькій дивізії. Була хірургом полкового медпункту 161-го стрілецького полку, що тримав оборону на Мамаєвому кургані, де майже весь загинув. Під час цих боїв В. Суббочева надала допомогу 272-м пораненим бійцям і витягла ще двох поранених з будинку, що горів .
Полк відвели на поповнення за Волгу, а Суббочева залишилася у Сталінграді, була призначена командиром медсанроти 103-го медсанбату 95-ї стрілецької дивізії, яка билася в районі заводів «Барикади», «Червоний Жовтень» і Тракторний. Втрати були великі, в тому числі і серед лікарів, тому хірургам доводилося працювати по двадцять годин на добу. Оперували в землянці, що була врита у крутий берег біля самої Волги, при світлі каганця, зробленого із снарядної гільзи.
За відмінні бойові досягнення дивізія стала 75-ю гвардійською стрілецькою дивізією, медсанбат став 80-м омедсб, а Суббочева була нагороджена медаллю «За оборону Сталінграда».
Після Сталінграду дивізію поповнили і вона зайняла бойові позиції на північному фасі Курської дуги в районі селища Понирі, де взяла активну участь у битві на Курській дузі. Гвардії старший лейтенант В. Суббочева забезпечила надання допомоги 1500 раненим бійцям і командирам , була нагороджена орденом Червоної Зірки.
Дивізія визволяла Хутір-Михайлівський, Ямпіль, Батурин, Бахмач, за що отримала почесне найменування «Бахмацька». Разом з бойовими товаришами В.Суббочева пройшла бої при форсуванні Десни і Дніпра, бої на плацдармі біля Ясногородки-Глібовки північніше Києва. Під час боїв на Дніпровському рубежі Субочева по кілька діб не відходила від операційного столу, самовіддано надаючи допомогу пораненим. З 22 серпня по 5 жовтня прооперувала 516 тяжко поранених . 28.10.1943 року була нагороджена орденом Вітчизняної війни 2 ступеня.
Далі були бої в Україні, Білорусі і Прибалтиці, визволення Риги. У складі 274-ї стрілецької дивізії 61-го стрілецького корпусу В.Суббочева брала участь у боях в Польщі, форсуванні Вісли і Одера, зламі фанатичного опору німецьких військ під Берліном. Не рахуючись з часом, без відпочинку надавала кваліфіковану медичну допомогу пораненим бійцям і офіцерам . 07.06.1945 року гвардії капітан медслужби В. Суббочева була нагороджена медаллю «За бойові заслуги».
Кількість операцій, які В. Суббочева зробила під час війни, рахується тисячами, це кількість збережених нею життів. Після демобілізації вона працювала хірургом у різних містах за місцем служби її чоловіка, Іллі Архиповича Власенка, з яким пов’язала свою долю ще у Сталінграді.
Останні роки В.І.Власенко (Суббочева) прожила в Києві, залишила спомини про війну . Померла у 2005 році, похована на Лук’янівському військовому кладовищі поруч з чоловіком.

## Нагороди
- Орден Богдана Хмельницького (Україна) III ступеня № 40880
- Медаль «Захиснику Вітчизни»
- Орден Вітчизняної війни 2 ступеня № 34128 (1943)
- Орден Вітчизняної війни 2 ступеня № 3504341
- ордени Червоної Зірки № 265792 (1943)
- медаль «За бойові заслуги» № 2335160 (1945)
- медаль «За оборону Сталінграда»
- медаль «За перемогу над Німеччиною у Великій Вітчизняній війні 1941—1945 рр.»
- медаль «За взяття Берліна»
- медаль «За визволення Варшави»
- дванадцять ювілейних медалей